# تيتي (لاعب كرة قدم)
تيتي (بالبرتغالية: Cristian Chagas Tarouco‏) هو لاعب كرة قدم برازيلي في مركز الدفاع، ولد في 12 مارس 1988 في بيلوتاس في البرازيل. لعب مع نادي إنترناسيونال ونادي بالميراس ونادي باهيا ونادي فاسكو دا غاما ونادي قاسم باشا ونادي ناوتيكو.

## وصلات خارجية
- تيتي (لاعب كرة قدم) على موقع اتحاد تركيا (لاعب) (الإنجليزية)
- تيتي (لاعب كرة قدم) على موقع قاعدة بيانات كرة القدم.إي يو (الإنجليزية)
- تيتي (لاعب كرة قدم) على موقع Soccerway.com (الإنجليزية)
- تيتي (لاعب كرة قدم) على موقع عالم كرة القدم.نت (الإنجليزية)